# 双胜镇 (三台县)
双胜镇，是中华人民共和国四川省绵阳市三台县曾经下辖的一个镇。2019年12月，撤销双胜镇，将其所属行政区域划归忠孝乡管辖。

## 行政区划
双胜镇撤销前下辖以下地区：
社区、四桥村、洞坪村、枫垭村、联欢村、观音村、高坪村和泉丰村。